# Gare de La Frayère
Gare de La Frayère vasútállomás Franciaországban, Cannes településen.

## Vasútvonalak
Az állomást az alábbi vasútvonalak érintik:
- Cannes-la-Bocca–Grasse-vasútvonal

## Kapcsolódó állomások
A vasútállomáshoz az alábbi állomások vannak a legközelebb:
- Gare du Bosquet
- Gare de Ranguin